# Saint-Couat-d'Aude
Saint-Couat-d'Aude là một xã của Pháp, nằm ở tỉnh Aude trong vùng Occitanie. Người dân địa phương trong tiếng Pháp gọi là Saint-Couatais.

## Hành chính
| Danh sách các xã trưởng                |           |                       |      |           |
| Giai đoạn                              | Giai đoạn | Tên                   | Đảng | Tư cách   |
| tháng 3 năm 2008                       |           | Solange Sanchis-Forin |      | Xã trưởng |
| Tất cả các dữ liệu trước đây không rõ. |           |                       |      |           |

## Thông tin nhân khẩu
| Năm | 1962 | 1968 | 1975 | 1982 | 1990 | 1999 |
| --- | ---- | ---- | ---- | ---- | ---- | ---- |
| Dân số | 279  | 350  | 287  | 286  | 286  | 339  |
| From the year 1968 on: No double counting—residents of multiple communes (e.g. students and military personnel) are counted only once. |      |      |      |      |      |      |